# Stan Winston
Stan Winston (7. april 1946 – 15. juni 2008) var en amerikansk specialeffektmand og makeupartist samt filminstruktør. Han blev især kendt for sit arbejde med film som Terminator-serien, Alien-serien, Jurassic Park-serien og Edward Saksehånd. Han modtog i alt fire Oscars (Oscar for bedste kostumer og Oscar for bedste makeup). 

## Eksterne hevnisninger
- Stan Winston på Internet Movie Database (engelsk)
- Stan Winston på Filmdatabasen
- Stan Winston på Scope
- Stan Winston på Svensk Filmdatabas (svensk)
- Stan Winston på AlloCiné (fransk)
- Stan Winston på AllMovie (engelsk)
- Stan Winston på The Movie Database (engelsk)